# 维尔克尼茨 (克滕)
维尔克尼茨（德語：Wülknitz）是克滕市的市辖区，由小维尔克尼茨（Kleinwülknitz）和大维尔克尼茨（Großwülknitz）组成。 